# Diecezja Tivoli
Diecezja Tivoli – diecezja Kościoła rzymskokatolickiego we Włoszech, a ściślej w Lacjum. Należy do metropolii rzymskiej. Została erygowana już w II wieku, zaś obecne granice uzyskała w roku 2002.